# Sacrifice (Angel)
Sacrifice est le 20e épisode de la saison 4 de la série télévisée Angel.

## Résumé
Angel assomme Connor et arrive à fuir l'hôtel Hyperion en compagnie de Fred, Gunn, Wesley et Lorne. Poursuivis par des passants et des policiers, ils se réfugient dans les égouts où vit un petit groupe de jeunes qui ne sont pas sous l'influence de Jasmine mais sont menacés par la présence d'un démon araignée. Wesley est séparé du reste du groupe et rencontre le démon araignée qui lui dit avoir adoré Jasmine avant eux et connaître son véritable nom qu'il ne faut pas prononcer. Il se prépare ensuite à tuer Wesley mais Angel arrive et tue le démon.
Pendant ce temps, un des jeunes est monté à la surface et est aussitôt tombé sous l'emprise de Jasmine. Connor arrive alors dans les égouts à la tête d'un groupe paramilitaire alors que Wesley et Angel trouvent dans l'antre du démon un orbe bleu. Après avoir rejoint les autres, Wesley l'active pour ouvrir un portail vers la dimension du démon et persuade Angel de s'y rendre afin qu'il y découvre le véritable nom de Jasmine. Connor et ses hommes arrivent juste après et un combat éclate entre les deux groupes.

## Statut particulier
Noel Murray, du site The A.V. Club, évoque un épisode surtout « orienté sur l'action », et assez peu sur la réflexion et l'émotion, dont le rôle principal est de « faire monter la pression sur les personnages et d'illustrer la puissance croissante de Jasmine ». Pour Sue Carter, du site Critically Touched, qui lui donne la note de C+, l'épisode est dynamique et comporte « quelques scènes captivantes » mais il est handicapé par « sa thématique maladroite et ses erreurs de continuité ».

## Distribution

### Acteurs crédités au générique
- David Boreanaz : Angel
- Charisma Carpenter : Cordelia Chase
- J. August Richards : Charles Gunn
- Amy Acker : Winifred Burkle
- Vincent Kartheiser : Connor
- Andy Hallett : Lorne
- Alexis Denisof : Wesley Wyndam-Pryce

### Acteurs crédités en début d'épisode
- Gina Torres : Jasmine
- Avery Kidd Waddell : Randall Golden
- Michah Henson : Matthew
- Jeff Ricketts : le monstre araignée